# Bartóky József
Bartóky József (Békéscsaba, 1865. november 27. – Budapest, 1928. július 4.) író, a földművelésügyi minisztérium államtitkára, a Kisfaludy Társaság (1922) és Petőfi Társaság (1924) tagja.

## Pályája
Apja földbirtokos volt. A középiskola utolsó osztályait Szarvason végezte, utána a budapesti tudományegyetemen jogot hallgatott és jogi diplomát szerzett. Közben verseket, elbeszéléseket írt, néhány írása meg is jelent, de a szépírói pálya helyett végül a közigazgatást választotta. 1890-től Orosházán mint szolgabíró, főjegyző működött. 1897-ben a fővárosba ment és a Földművelésügyi Minisztérium tisztviselője lett; 1904-ben miniszteri tanácsosnak nevezték ki, 1910-től nyugdíjazásáig, 1918-ig a minisztérium államtitkára volt. Számos törvényjavaslatot dolgozott ki, közgazdasági tanulmányokat publikált, sokat foglalkozott a mezőgazdaságban dolgozók szociális ellátásának megszervezésével.
1893-ban házasságot kötött Székács Juliannával (1872–1949). Két lányuk született, Magda és Melinda. 1924-ben Bartóky Melinda (1896–1967) férjhez ment Szőnyi István festőművészhez. Zebegényben, abban az egykori parasztházban laktak, melyet Bartóky József 1905-ben vásárolt nyaralónak. Itt kapott helyet jóval később a Szőnyi István Múzeum, melyben helyet kapott Rauscher Juliska Bartóky Józsefről készült portréképe is.

### Írói munkássága
Bartóky József szépirodalmi működése későn, csak nyugdíjba vonulása után kezdődött. Első novelláit nem is saját neve, hanem Senki Pál álnév alatt adta ki. Első kötetében tanmeséit adta közre (Magyar fabulák, 1921), ezekkel tűnt ki, de lényegében novellaíró volt. Az 1920-as években egymás után jelentek meg novelláskötetei. Többnyire a vidéki életből és a hivatalnoki életből vette témáit; egyszerű falusi vagy városi alakjait Jókai és Mikszáth hagyományos stílusában, humorral és együttérzéssel ábrázolta. Tanító célzatú elbeszélései, akárcsak fabulái, könnyen levonható morális tanulságokat hordoznak.
„Írása és emberi lénye a magyar úriember egyik legrokonszenvesebb és legnemesebb típusának megszemélyesülése volt. A lélek humorban föloldódó harmóniája, az ősi erkölcsi hagyományokhoz való, magától értetődő ragaszkodás, az emberi szenvedéssel való emberséges szolidaritás, okos mértéktartás, a magyar beszéd gyökeres jó íze, a kifejezésben természetes egyszerűség voltak életben és irodalomban kiemelkedő tulajdonságai.”

## Munkái
- Magyar fabulák Tanítómesék. Budapest, 1921
- Őszi esték Novellák. Budapest, 1922
- Télben Novellák. Budapest, 1922
- Mécsvilág Novellák. Budapest, 1923
- Szivárvány Novellák. Budapest, 1924
- Piros rózsák Novellák. Budapest, 1925
- Jelenések Tárcák. Budapest, 1925
- Semper idem Novellák. Budapest, 1926
- Forgács Novellák. Budapest, 1926
- Zsuzsi Dráma. Nemzeti Színház: 1926
- Egyedül Novellák. Budapest, 1927
- Új magyar fabulák Sajtó alá rendezte Szász Károly. Szarvas, 1929.